# Skoki do wody na Igrzyskach Panamerykańskich 1975

Turniej w ramach Igrzysk w Meksyku 1975 

## Klasyfikacja medalowa
| Klasyfikacja medalowa | Klasyfikacja medalowa | Klasyfikacja medalowa | Klasyfikacja medalowa | Klasyfikacja medalowa | Klasyfikacja medalowa |
| Miejsce               | państwo               | Złoto                 | Srebro                | Brąz                  | Razem                 |
| --------------------- | --------------------- | --------------------- | --------------------- | --------------------- | --------------------- |
| 1                     | Stany Zjednoczone     | 2                     | 3                     | 2                     | 7                     |
| 2                     | Kanada                | 1                     | 1                     | 1                     | 3                     |
| 3                     | Meksyk                | 1                     | 0                     | 1                     | 2                     |
| Razem                 | Razem                 | 4                     | 4                     | 4                     | 18                    |

## Medaliści
| Konkurencja    | 1. miejsce        | 2. miejsce           | 3. miejsce        |           |
| Mężczyźni      | Mężczyźni         | Mężczyźni            | Mężczyźni         | Mężczyźni |
| -------------- | ----------------- | -------------------- | ----------------- | --------- |
| Trampolina 3 m | Tim Moore         | Phil Boggs           | Carlos Girón      |           |
| Wieża 10 m     | Carlos Girón      | Tim Moore            | Kent Vosler       |           |
| Kobiety        |                   |                      |                   |           |
| Trampolina 3 m | Jennifer Chandler | Elizabeth Carruthers | Cynthia McIngvale |           |
| Wieża 10 m     | Janet Nutter      | Janet Ely            | Linda Cuthbert    |           |